# Дубченко Володимир Сергійович
Володи́мир Сергі́йович Ду́бченко — старший лейтенант медичної служби Збройних сил України.
Призваний у березні 2014-го Індустріально-Самарським райвоєнкоматом. 24 серпня 2014-го при виконанні обов'язків зазнав травми біля села Нижнє Донецької області, переламано кістку.

## Нагороди
За особисту мужність і героїзм, виявлені у захисті державного суверенітету та територіальної цілісності України, вірність військовій присязі під час російсько-української війни
- нагороджений орденом «За мужність» III ступеня (26.2.2015).